# Ган-Ор

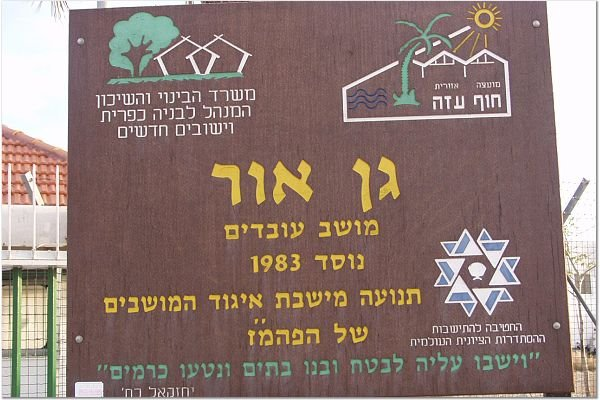
Вывеска мошава «Ган-Ор»

Ган-Ор (ивр. גַּן אוֹר‎, дословно — «Сад света») — бывшее израильское религиозное поселение в блоке Гуш-Катиф, который принадлежал Региональному совету побережья Газы (Хоф-Аза) в секторе Газа.
Все еврейские жители были выселены, дома снесены, а земля передана Палестинской национальной администрации в рамках одностороннего размежевания и ухода Израиля в 2005 году.

## История
В марте 1979 года была создана фракция «Нахаль Ган-Ор». В июле 1980 года члены ядра Ган-Ор прибыли в поселение Нецер, которое затем использовалось в качестве перевалочного лагеря для ядер поселения, и пробыли там три года, пока они не переехали на постоянное поселение в 1983 году.
Поселение было основано в 1983 году членами Бней-Акива и студентами иешиват-хесдер и представляло собой поселение сельскохозяйственных рабочих, входившее в число поселений «Ха-поэль ха-мизрахи» с национальным религиозным колоритом.
До эвакуации в поселке проживало более 50 семей. Большинство жителей Ган-Ора зарабатывали на жизнь выращиванием овощей в теплицах.
В посёлке функционировали детские сады и ясли. Дети школьного возраста учились в Неве-Дкалиме в региональной школе «Наот Катиф».
8 марта 1993 года житель посёлка Ури Магидиш был зарезан двумя палестинскими работниками, нанятыми им в теплице. В знак протеста против убийства многие жители Ган-Ора вышли после похорон и перекрыли дорогу возле КПП «Эрез». Вслед за этим вспыхнуло ожесточенное противостояние со многими палестинцами, которые не смогли продолжить путь домой, в ходе которого был застрелен житель лагеря беженцев Джабалия Наим Махмуд Альмадхон.
В 2000 году в Ган-Оре была открыта семинария женской чистоты при иешиве Торат-Хаим. Мидраш сочетал священные исследования, преподаваемые раввинами из Гуш-Катифа, с академическими занятиями, проводимыми в ашкелонском филиале Университета Бар-Илан и Еврейского университета. Через три года мидраш переехал в Неве-Декалим. Позже в поселении были построены синагога и конференц-зал.
Следуя плану разъединения 2004 года, поселенцы Маген-Ора, Гадида и Долы в начале 2005 года учредили «Сельскохозяйственный форум» с целью проведения переговоров об эвакуации. Представители Форума встретились с премьер-министром Шароном в апреле того же года.
Ган-Ор был эвакуирован 18 августа 2005 года в рамках плана одностороннего размежевания. 20 семей уехали добровольно ещё до дня эвакуации, получив компенсацию. Во время эвакуации около 200 человек заперлись в синагоге поселка и были насильно выселены силовиками.
После эвакуации семьи были расселены по разным гостиницам, а позже были разделены между объектами Керилота в Ницане и Яд-Биньямине. Большинство жителей Ган-Ора с 2012 года проживают в поселке Беэр-Ганим, где была перестроена синагога посёлка.